# Jiboia-da-ilha-round
A Jibóia-da-ilha-round (Bolyeria multocarinata) foi uma serpente pertencente à família Bolyeriidae. Foi endémica da da Ilha Round, uma ilhota a alguns quilómetros a norte da Ilha Maurícia.
Era a única espécie do género Bolyeria.